# Les Yeux fermés (film, 1994)
Pour les articles homonymes, voir Les Yeux fermés.
Pour plus de détails, voir Fiche technique et Distribution.
Les Yeux fermés (Con gli occhi chiusi) est un drame psychologique franco-hispano-italien réalisé par Francesca Archibugi et sorti en 1994.
C'est une adaptation du roman homonyme de Federigo Tozzi publié en 1919.
Pour son rôle dans le film, l'acteur Marco Messeri a obtenu le Ruban d'argent du meilleur acteur dans un second rôle.

## Synopsis
Dans les années 1900 à Sienne en Toscane, Pietro est le fils sensible de Domenico, un père bourru et agressif mais aussi courageux et prospère. Pietro tombe bientôt amoureux d'une belle fille, Ghìsola. Elle vit avec ses grands-parents, des gens humbles et pauvres, dans la ferme de Poggio a' Meli avec d'autres ouvriers agricoles.
La mère de Pietro, Anna, est elle aussi une femme sensible, mais elle souffre de crises de nerfs et d'épilepsie. Elle doit aussi supporter le caractère maussade de son mari ainsi que les escapades auxquelles il se livre avec les salariées de la ferme. Le père de Pietro comprend l'affection du garçon pour Ghìsola et fait tout pour éloigner la jeune fille de lui ; de plus, il ne veut pas que son fils continue à étudier, comme le souhaite sa mère.
Entre-temps, Ghìsola traverse diverses vicissitudes et des bruits courts comme quoi elle serait une fille facile. La jeune femme est assez indifférente et cynique. Pour trouver de l'argent facile et rapide, elle commence à travailler comme prostituée de luxe dans une maison close tenu par une mère maquerelle bruyante, franche et attentionnée, Béatrice.
Pietro en vient à vouloir épouser Ghìsola et est même prêt à reprendre la ferme, comme le veut son père. Cependant, son père lui dit que Ghìsola est une femme de petite vertu et les relations commencent alors à se détériorer. Ghìsola retourne à la ferme de ses grands-parents, en attendant d'épouser Pietro sur les conseils de Béatrice et d'Alberto. Ce dernier est un client de la maison close dont Ghìsola est tombée amoureuse. En réalité, Ghìsola attend un bébé et choisit cette solution pour pouvoir le garder. Pietro commence à douter de Ghìsola lorsqu'il l'apprend, car elle n'a pas eu de relations prénuptiales, mais Ghìsola ne peut supporter de penser à un mariage sans véritable amour de sa part et disparaît.
Pietro la cherche sans succès et en même temps commence à se rapprocher du socialisme, qui à cette époque commence à faire son chemin. Bientôt il apprend que Ghìsola est à Florence.
Le garçon la rejoint dans un second bordel tenu par Béatrice et découvre que sa bien-aimée est très avancée dans sa grossesse. En découvrant l'amère vérité sous ses yeux, le protagoniste s'évanouit sous le choc.

## Fiche technique
Sauf indication contraire, les informations mentionnées dans cette section peuvent être confirmées par la base de données cinématographiques Unifrance,  présente dans la section « Liens externes ».
- Titre français : Les Yeux fermés[3]
- Titre original italien : Con gli occhi chiusi[4]
- Réalisation : Francesca Archibugi
- Scenario : Francesca Archibugi d'après le roman Con gli occhi chiusi de Federigo Tozzi publié en 1919.
- Photographie :	Giuseppe Lanci
- Montage : Roberto Perpignani (it)
- Assistant-réalisateur : Elisabetta Boni, Luigi Manini, Marina Zangirolami
- Musique : Battista Lena
- Décors : Davide Bassan (it)
- Costumes : Paola Marchesin
- Production : Leo Pescarolo, Guido De Laurentiis, Fulvio Lucisano, Éric Heumann
- Société de production : MG Sri, Italian International Film (Rome), Paradis Films (Paris), Studiocanal, Creativos Asociados de Radio y Televisión (CARTEL) (Madrid)
- Pays de production :  Italie -  France -  Espagne
- Langue originale : italien
- Format : couleur par Telecolor - 1,66:1 - Son Dolby - 35 mm
- Durée : 111 min (1 h 41[4])
- Genre : Drame psychologique, mélodrame historique[3]
- Dates de sortie :
  - Italie : 13 décembre 1994
  - France : 12 juillet 1995[3]

## Distribution
- Marco Messeri : Domenico
- Stefania Sandrelli : Anna
- Debora Caprioglio : Ghisola, adulte
- Alessia Fugardi : Ghisola, adolescente
- Gabriele Bocciarelli : Pietro, adolescent
- Fabio Modesti : Pietro, adulte
- Ángela Molina : Rebecca
- Sergio Castellitto : Alberto
- Margarita Lozano : Masa
- Laura Betti : Beatrice
- Nada Malanima : La chanteuse
- Raffaele Vannoli : Cicciosodo
- Rocco Papaleo : L'ouvrier